# Avesta AIK
Avesta Allmänna Idrottsklubb är en fotbollsklubb från Avesta i Dalarna. De spelar sina hemmamatcher på Avestavallen. Laget spelar i blåvitrandiga tröjor, blåa byxor och blåa strumpor. Klubben har tidigare haft verksamhet i bandy, bordtennis, boxning, brottning, friidrott, gymnastik, skidor och bowling.
Klubben, som bildades 1905, har spelat totalt 13 säsonger i Sveriges näst högsta division i fotboll. Första gången var säsongen 1942/43 då de slutade på en sista plats och åkte ur. De kom snabbt tillbaka och slutade sjua 1944/45. Säsongen därpå, 1945/46, var klubben en match ifrån att få kvala till Allsvenskan då de mötte toppkonkurrenten Surahammars IF i den sista omgången och hade med en seger tagit kvalplatsen. Matchen slutade 0-0 och kvalplatsen tillföll istället just Surahammar, vilka dock förlorade i kvalet. Säsongen därpå åkte klubben dock ur igen trots en åttondeplats (detta eftersom långt fler lag flyttades ner på grund av serieomläggning). Därefter dröjde det till säsongen 1953/54 innan de var tillbaka, men även denna gång föll de ur direkt och även 1956/57 var de tillbaka på en ettårig visit.
1959 var klubben återigen tillbaka i division 2, men denna gång lyckades de hålla sig kvar en längre tid. Som bäst slutade de fyra 1960 innan de återigen föll ner till division tre 1963. 1961 slogs även publikrekordet på Avestavallen i en match mot IK Brage då hela 4 498 åskådare kom. Efter en tvåårig sejour 1966 till 1967 i division två har klubben aldrig lyckats ta sig upp till de nivåerna igen.
Totalt har klubben spelat 25 säsonger i den tredje högsta divisionen.
2013 spelade laget i division 3.
2014 lyckades Avesta AIK nå kval till div. 2. Man lyckades inte med att kvala och fick istället nöja sig med div. 3. Dock fick Avesta AIK ett erbjudande till spel i div. 2 efter att ett annat lag dragit sig ur serien. Avesta AIK tackade ja till erbjudandet.
. Man gick upp i Divison 3 igen 2019 då man slutade 2a i Divison 4 och vann sedan kvalet med 7 av 9 möjliga inspelade poäng.
Dock ramlade man ur säsongen efter att ha slutat näst sist i Divison 3 Södra Norrland med 15 inspelade poäng.
Klubben spelar nu sin fjärde säsong i Divison 4 Dalarna. Under säsongen 2022 var det dessutom den första gången sedan 2017 som Avesta AIKs lokalrival Skogsbo Avesta IF huserade i ”Dalafyran”. Första derbyt spelades inför närmare 500 åskådare där hemmalaget Skogsbo Avesta IF vann med 1-0. Under returmötet som spelade under höstsäsongen på Avesta Vallen vann Avesta AIK med 2-0. Säsongen 2023 vann Avesta AIK med omvänd siffror från förra årets möte på Klockarvallen med 0-1. 2023 vann Avesta AIK Division 4 Dalarna och är 2024 i Division 3 Södra Norrland.